# Siku (modellismo)
Siku è un marchio di un'azienda tedesca di modellismo, la Sieper GmbH.

## Storia
Nel 1921 Richard Sieper fonda una azienda di fonderie in Lüdenscheid, la base della Sieper-Werke oggi. Produceva coltellerie e beni di largo consumo in lega di alluminio. Iniziò a produrre più tardi in termoplastico agli esordi del plastica. Nel 1950 viene registrato il marchio SIKU (SIEPER KUNSTSTOFFE). SIKU esibì per la prima volta alla fiera del giocattolo di Nuremberg, una fattoria con animali interamente di plastica. Negli anni successivi la linea di prodotti si allargò. Nel 1954 viene prodotto il primo veicolo in scala 1/32. Nel 1959 il primo velivolo in scala 1:250. Nel 1963 i primi modelli in metallo con leghe di zinco. Nel 1983 la serie SIKUFARMER in scala 1:32, ancora adesso tra le più vendute. Nel 1984 nasce la Wiking Modellbau di base a Berlino, che produce modelli in plastica molto vicini al vero in scala 1:87 (Scala H0) e 1:160 (Scala N).